# 토코피야현
토코피야현(스페인어: Provincia de Tocopilla)은 칠레 안토파가스타 주를 구성하는 3개의 현 가운데 하나로 현도는 토코피야이며 면적은 16,236.0km2, 인구는 28,840명(2012년 기준), 인구 밀도는 1.8명/km2이다.